# فاکتور رونویسی AP-1

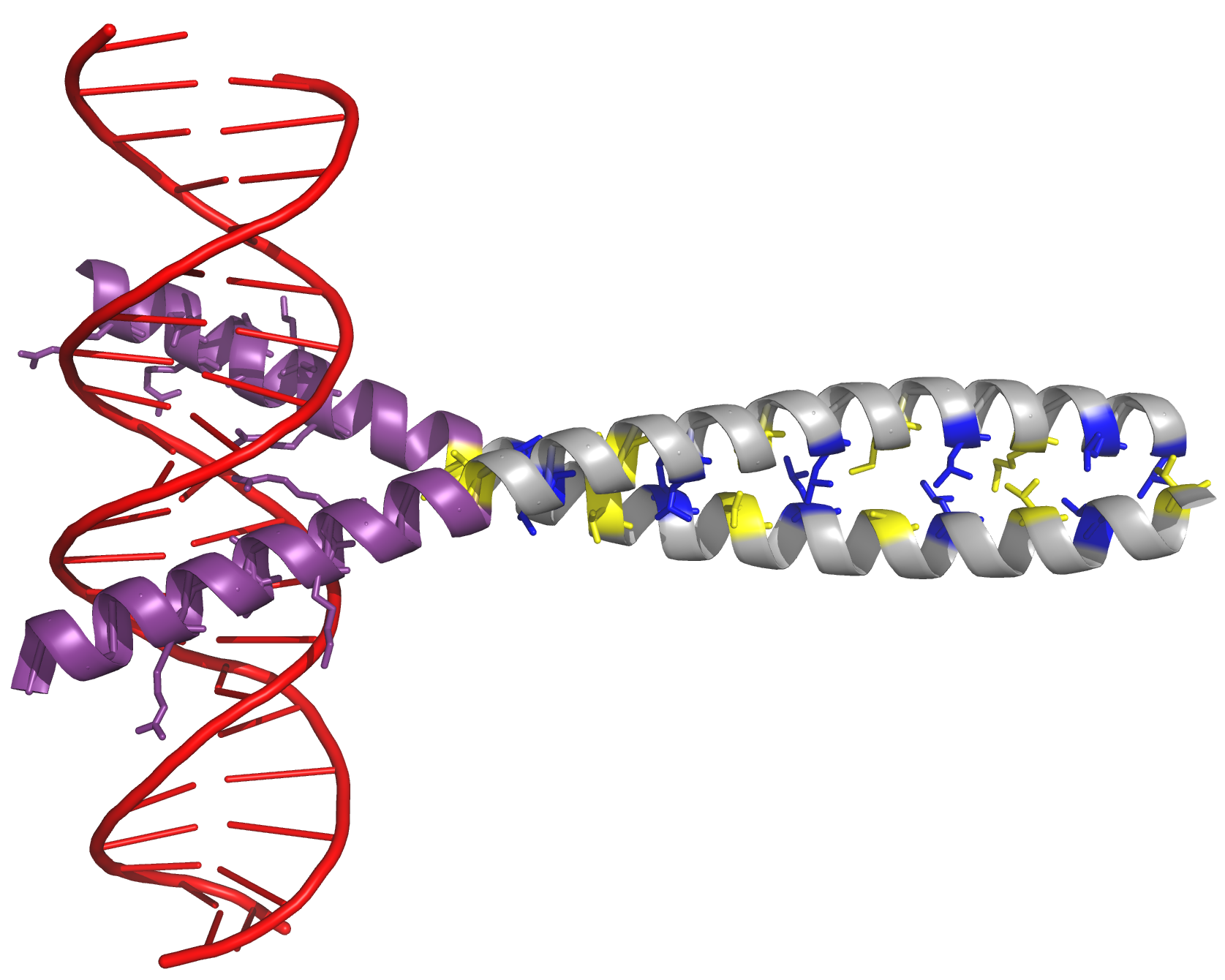
ساختار کریستالیc-Fos: هترودایمر c-Jun و دی‌ان‌ای..
در دومین زیپ لوسین (خاکستری) ریشه‌های آب‌گریز در c-Fos و ریشه‌های آب‌گریز در c-Jun در یک آرایش فنر پیچ‌خورده در کنار هم قرار می‌گیرند (لوسین‌ها آبی‌رنگ و سایر ریشه‌های آب‌گریز زرد هستند) ریشه‌های «ناحیهٔ بازی» (بنفش) مستقیماً به دی‌ان‌ای (قرمز) اتصال می‌یابند.

فاکتور رونویسی AP-1 (انگلیسی: AP-1 transcription factor) یک فاکتور رونویسی که بیان ژن در پاسخ به محرک‌های گوناگون نظیر سیتوکین‌ها، فاکتور رشد، استرس و عفونت‌های ویروسی و باکتریال را تنظیم می‌کند.
این فاکتور رشد، چندین فرایند مهم درون یاخته‌ای نظیر رشد، تمایز و آپوپتوز را کنترل می کند.